# رجب آق طاغ
رجب آق طاغ (بالتركية: Recep Akdağ)‏ سياسي وطبيب تركي ولد في أرضروم عام 1960. شغل منصب وزير الصحة في حكومه رجب طيب أردوغان، وهو عضو في حزب العدالة والتنمية عن منطقة أرضروم.